# Jacob Derk van Heeckeren
Jacob Derk van Heeckeren, heer van Barlham, Suideras, Enghuizen, Ruurlo en Brandsenburg (gedoopt Zutphen, 16 juli 1665 − aldaar, 23 april 1749) was een Noord-Nederlands bestuurder.

## Biografie
Van Heeckeren, telg uit het oud-adellijke geslacht Van Heeckeren, was een zoon van landdrost Everhard van Heeckeren, heer van Nettelhorst, Enghuizen en Barlham (1613-1680) en Maria Torck ([1622]-1690). Van 1686 tot 1699 was hij schepen en burgemeester van Zutphen. Vanaf 1690 tot zijn overlijden had hij zitting in de Ridderschap en Staten van Zutphen. In 1693 werd hij rekenmeester, in 1696 lid van de Generaliteitskamer van Gelderland. Van 1706 tot 1740 was hij landdrost van Zutphen.
Van Heeckeren trouwde in 1691 met Heilwich Charlotte van Lynden (1661-1728), telg uit het geslacht Van Lynden (tak Hemmen). Uit dit huwelijk werden onder anderen geboren:
- Mr. Frans Jan van Heeckeren, heer van Enghuizen, Beurse, de Cloese en Langen (1694-1767), stamvader van de takken Enghuizen en de Cloese;
- Evert van Heeckeren, heer van Barlham (1696-1719);
- Mr. Assueer van Heeckeren, heer van Ruurlo (1699-1767), stamvader van de tak Ruurlo en Kell;
- Walraven Robbert van Heeckeren, heer van Barlham en Brandsenburg (1704-1758), stamvader van de takken Barlham en Brandsenburg.

Hij overleed in 1749 op 83-jarige leeftijd.